# Janet Forrester Ngala
Janet Forrester Ngala (* 1936) ist eine Aborigines-Künstlerin, die zum Aborigines-Stamm der Luritja in der Region Western Desert gehört. 
In ihrer Jugendzeit verbrachte sie die meiste Zeit mit ihren Eltern auf der Straße oder auf Rinderfarmen in Central Australia. Sie begann in den späten 1980er Jahren mit der Malerei in der Jukurrpa-Gruppe in Alice Springs. Ihre Bilder Milky Way Dreaming und Bush Banana, die in der Australian National Gallery ausgestellt wurden, machten sie bekannt. Ihre Bilder beziehen sich auf die Traumzeit der Ernabella- und Maryvale-Region und sind von ihrer Mutter und Großmutter inspiriert. Sie malt in der sogenannten Dot-Technik, der Punktemalerei. Die Symbole, die sie verwendet, sind Schlange, Honigameise, Buschbanane, Milky Way, Witchetty-Made und Goanna (eine Echse). Ihre Themen der Traumzeit sind auch die Never-ending-Story des Lebens, Geburt und Tod sowie Schöpfungsgeschichte. 
Ihre Arbeiten sind nicht nur in Australien ausgestellt, sondern auch in Übersee.